# Калулу, Альдо
Альдо́ Нсавила́ Калюлю́ Кьятенгва́ (фр. Aldo-Nsawila Kalulu Kyatengwa; 21 января 1996, Лион, Франция) — конголезский футболист, нападающий клуба «Партизан» (Белград) и сборной ДР Конго.

## Клубная карьера
Калулу родился в Лионе и воспитывался в местной футбольной школе клуба «Олимпик Лион». Футболом начал заниматься с семи лет.
9 марта 2013 года дебютировал за вторую команду Лиона в поединке против «Авирона». С тех пор является одним из ключевых её игроков, сыграв 33 встречи.
12 сентября 2015 года дебютировал в Лиге 1 в поединке против «Лилля», выйдя на замену на 78-й минуте вместо Жордана Ферри. Спустя 11 дней, 23 сентября забил свой первый мяч. Противником в той встрече была команда «Бастии».

## Карьера в сборной
В 2013 году вызывался в сборную Франции до 18 лет.